# Дихлорометан
Дихлорометан (хлористий метилен, метиленхлорид, ДХМ, CH2Cl2) — прозора легкорухома і легколетка рідина з характерним для галогенпохідних солодкуватим запахом. Вперше був синтезований 1840 року витримуванням суміші хлору з хлористим метилом на світлі. В цілому найбезпечніший серед галогеноалканів.

## Отримання
Отримують прямим хлоруванням метану хлором в умовах радикального механізму при 400—500 °C при співвідношенні рівному 5:1.
CH4 + Cl2 → CH3Cl + HCl
CH3Cl + Cl2 → CH2Cl2 + HCl
CH2Cl2 + Cl2 → CHCl3 + HCl
CHCl3 + Cl2 → CCl4 + HCl
У результаті виходить суміш всіх можливих хлоридів: хлорометан, дихлорометан, хлороформ та чотирихлористий вуглець, які потім розділяються дистиляцією. Після цього дихлорометан має чистоту не менше 99,7 %.

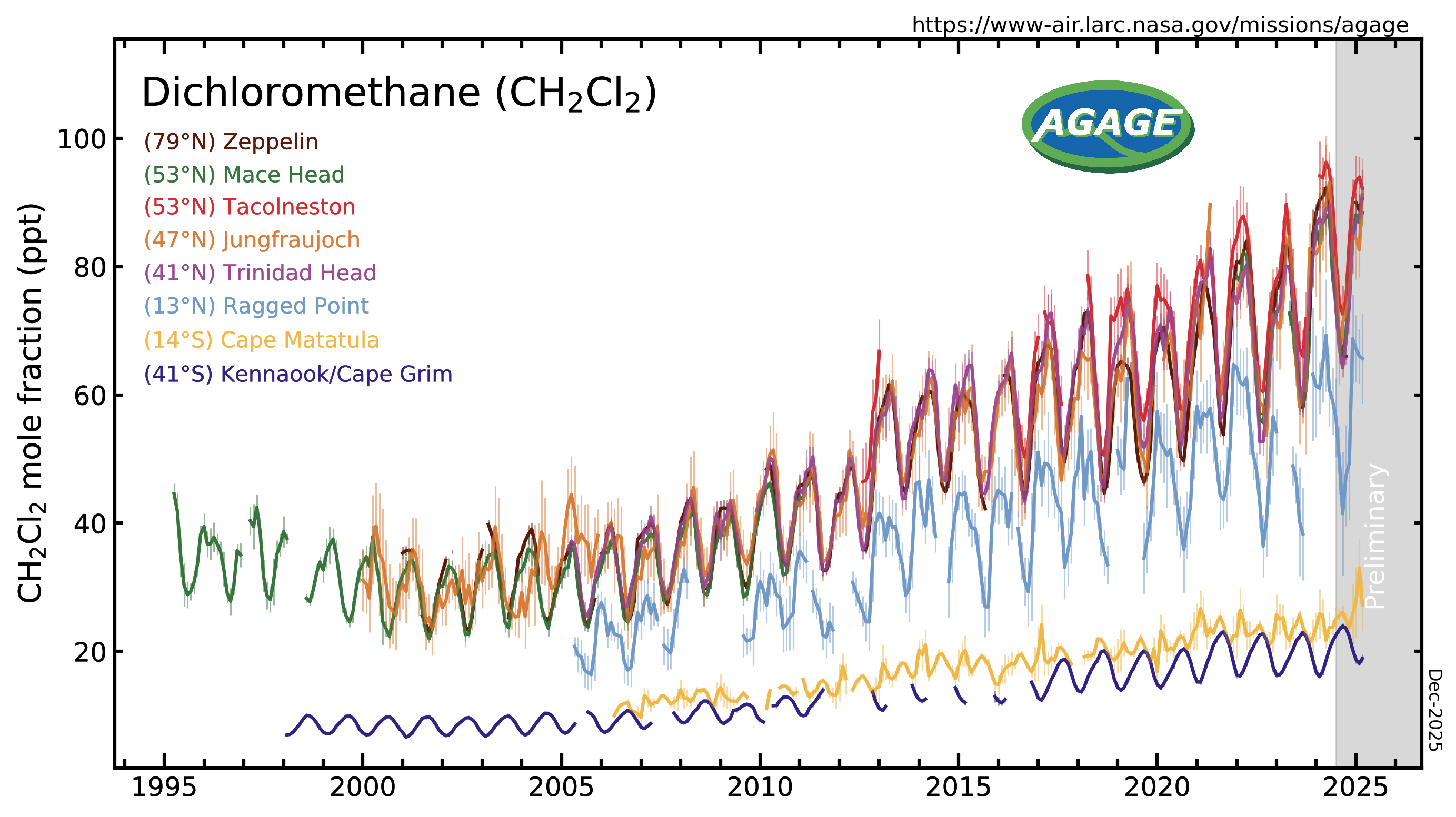
Зміна концентрації дихлорометану в атмосфері

## Фізичні властивості
Розчинність у воді 2 % за масою (13 г/л), змішується з більшістю органічних розчинників. Легколеткий (39,7 °C), утворює азеотропну суміш з водою (Ткип 38,1 °C, 98,5 % діхлорометану).

## Хімічні властивості
Дихлорометан реагує з хлором з поетапним утворенням хлороформу і чотирихлористого вуглецю.
CH2Cl2 + Cl2 → CHCl3 + HCl
CHCl3 + Cl2 → CCl4 + HCl
З йодом при 200 °C дає СН2l2, з бромом при 25-30 °C у присутності алюмінію — бромхлорметан.
При нагріванні з водою гідролізується до метаналю:	
CH2Cl2 + H2O → HCOH + HCl
При нагріванні зі спиртовим розчином амоніаку NH3 до 100-125 °C утворює гексаметилентетрамін.
Реакція з водним розчином NH3 при 200 °C приводить до утворення метиламіну, мурашиної кислоти і HCl.
З ароматичними сполуками в присутності AlCl3 метиленхлорид вступає в реакцію Фріделя — Крафтса, наприклад з бензеном утворюється дифенілметан.